# Lutefisk

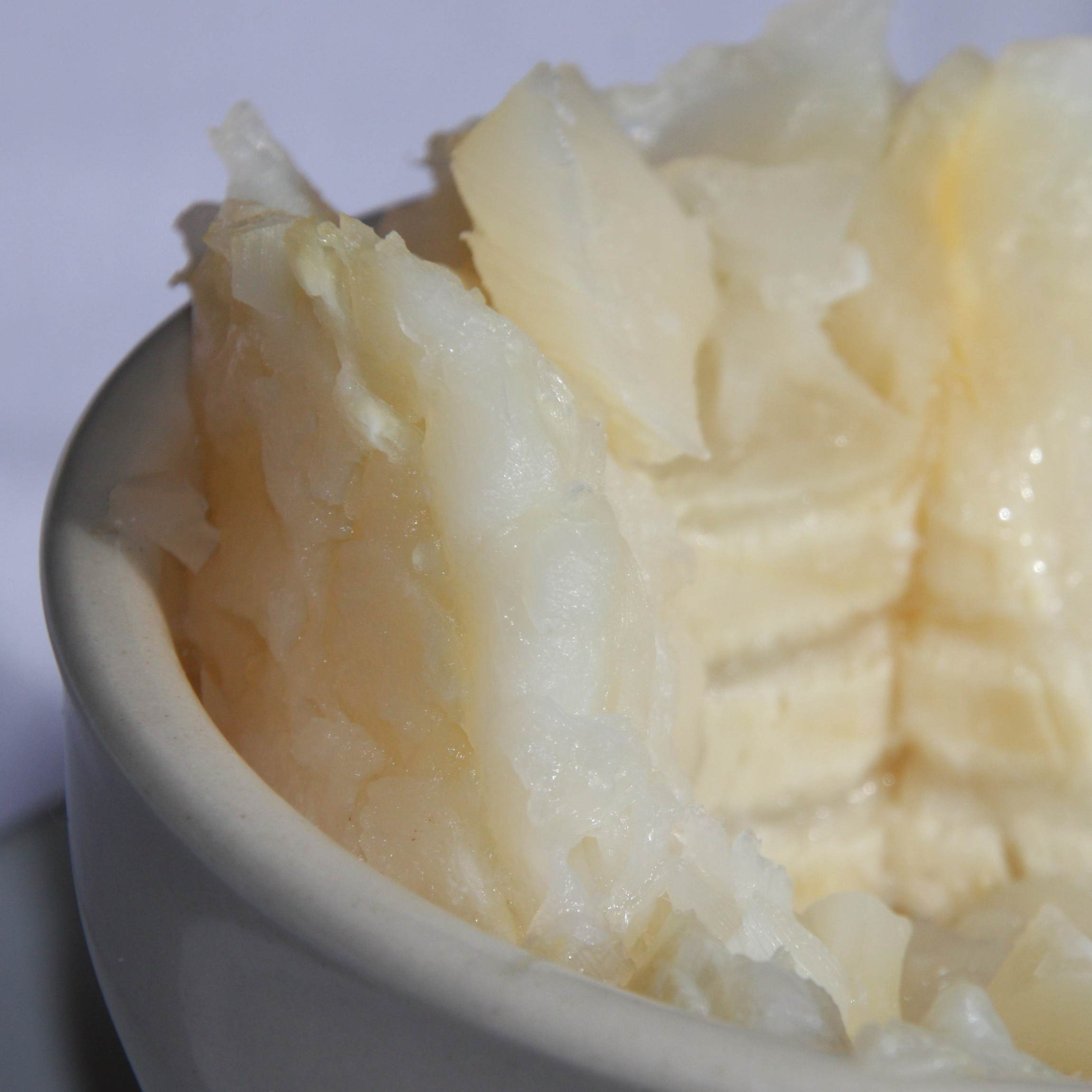
Lutefisk.

Lutefisk (lutfisk) (pronunciado /lutəfisk/ en Noruega y los Estados Unidos, /luːtfɪsk/ en Suecia y las zonas de habla sueca de Finlandia) es una comida tradicional de los países nórdicos hecha a base de pescado blanco seco y sosa cáustica (lut). En Suecia, a esta comida se le llama lutfisk, omitiendo la 'e' de en medio. En Finlandia se conoce el mismo plato como lipeäkala. La traducción directa es pescado a la sosa, debido al hecho de que está hecho con sosa o potasa.

## General

### Preparación
El lutefisk se hace a base de pescado blanco seco (normalmente bacalao), preparado con sosa, en una secuencia de tratamientos particulares. El primer tratamiento es sumergir el pescado en agua fría durante cinco o seis días (cambiándola a diario). El pescado saturado se sumerge entonces en una solución de agua fría y sosa durante dos días más (sin cambiar). El pescado crecerá durante esta inmersión, ganando un tamaño incluso superior al del pescado original (fresco), pero el contenido proteico baja paradójicamente en más del 50%, causando su famosa consistencia gelatinosa. Cuando termina este tratamiento, el pescado (saturado con sosa) ha adquirido un pH de 11-12 y por tanto es corrosivo. Para hacerlo comestible se necesita un último tratamiento de otros cuatro a seis días (y noches) de inmersión en agua fría (cambiada a diario). Entonces, el lutefisk está preparado para la cocina.
En Finlandia, el reactivo tradicional es la ceniza de abedul. Contiene una gran cantidad de carbonato de potasio e hidrocarbonato, dándole al pescado un tratamiento menos agresivo que el hidróxido de sodio. Es importante no incubar el pescado demasiado tiempo en la potasa, porque sus grasas pueden saponificar, convirtiéndolas en jabón de forma efectiva. El término para el pescado echado a perder de tal manera es saippuakala (pescado jabón).

### Cómo cocinarlo
Tras la preparación, se satura de agua el lutefisk y por tanto debe cocinarse con cuidado para que no se destroce. No necesita más agua para la cocción; basta ponerlo en una sartén, salarlo, sellar bien la sartén y dejarlo cocinar al vapor a fuego muy lento durante 20-25 minutos. También es posible hornearlo. En ese caso se pone el pescado en una fuente, se cubre de papel de aluminio, y se deja a 225 °C (435 °F) durante 40-50 minutos.
Al cocinar y comer lutefisk, es importante limpiar sus restos de la sartén, platos y los utensilios inmediatamente. Si se deja endurecer es casi imposible de eliminar.

### Degustación

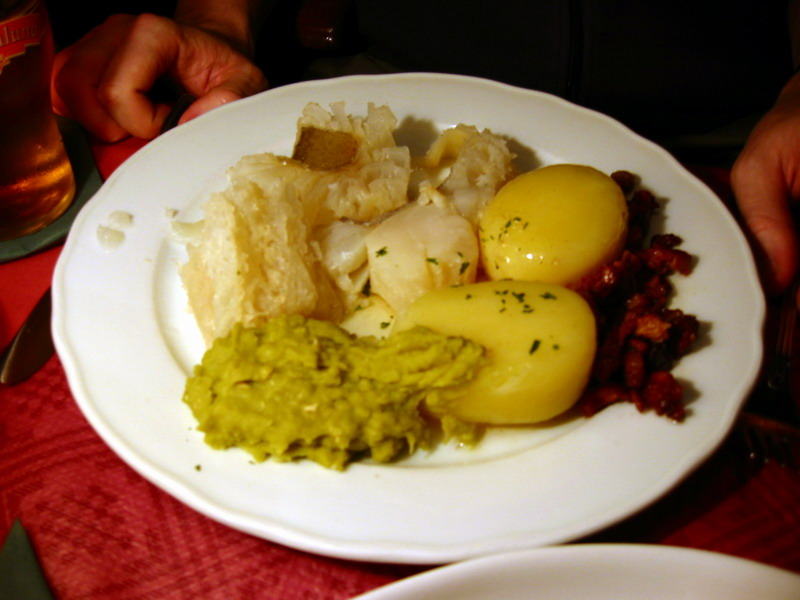
Lutefisk (en la parte superior izquierda del plato) servido en un restaurante noruego, con patatas, puré de guisantes y panceta.

En los países nórdicos, la "temporada" del lutefisk comienza en noviembre y suele servirse habitualmente durante el periodo navideño. También es popular en las áreas nórdico-americanas de los Estados Unidos, particularmente en los estados norteños del medio-oeste.
El lutefisk se suele servir con cierta variedad de guarniciones, incluidas la panceta, guisantes verdes hervidos, patatas, albóndigas, salsa de carne, puré de rutabaga, salsa blanca, jarabe, queso de cabra, o queso viejo. En especial en los EE. UU. se suele comer con lefse. Incluso si el denominador común es el lutefisk, las guarniciones cambian mucho de una familia o región a otra, y es un tema de discusión recurrente cuando se reúnen a comer lutefisk miembros de diferentes "tradiciones".
Actualmente suele acompañarse la comida con aquavit y cerveza debido a su uso en ocasiones festivas y ceremoniales (y la mayoría de los comensales, independientemente de las preferencias en guarnición, asegurarán que estas bebidas complementan el plato perfectamente). Sin embargo, esto es de introducción reciente; debido a sus cualidades de conservación el lutefisk ha sido tradicionalmente una comida "diaria" durante el invierno.
El plato se ha visto sujeto en ocasiones a chistes nórdico-americanos al respecto de los rasgos de personalidad que sugiere servir un pescado blanco tratado químicamente con salsa blanca. El lutefisk preparado con bacalao es algo notorio, incluso en Escandinavia, por su olor intenso. Al revés, el lutefisk preparado con abadejo o eglefino casi no tiene olor. Pero el lutefisk tiene una buena cantidad de devotos: durante 2001 sólo los noruegos consumieron un total de 2.055 toneladas de lutefisk en sus casas y aproximadamente 560 toneladas en restaurantes.
El sabor de un lutefisk bien preparado es extremadamente suave y delicado, y a menudo la salsa blanca se condimenta con pimienta o alguna otra especia fuerte para darle más sabor.

## Orígenes

### Creación
El asunto de la manera en que se creó el lutefisk es igual de controvertida que el propio pescado. Algunas historias hablan de pescado que cae accidentalmente en una cubeta de lavado que contenía sosa cáustica, y debido a la pobreza el pescado ha de ser comido de todas maneras. Otras historias hablan de fuegos de varios tipos, ya que las cenizas de la madera combinadas con agua crearán potasa. Una posibilidad es que los secaderos de pescado se prendieran fuego, y que tras días de lluvia y, de nuevo, debido a la pobreza, hubiera de tomarse el pescado de entre las brasas, limpiarlo, prepararlo y comerlo. Es bastante posible que la suavización mediante sosa, que es una práctica bastante común en varios tipos de comida, fuera deliberada en lugar de accidental.
Otra posibilidad es que se conservara el pescado usando la ceniza de los árboles en lugar de sal debido a la dificultad para obtenerla en climas helados, y el coste de importarla de otros lugares.

### Rastros en la literatura
El momento en que empezó a comerse lutefisk es objeto de debate. Algunos entusiastas dicen que la tradición viene de la época de los vikingos, otros puntos de vista contrastados indican que el plato tiene orígenes holandeses en el siglo XVI. Pese a esto, casi es consenso común que la primera mención escrita del fenómeno "lutefisk" está en una carta del rey Gustavo I de Suecia en 1540, y que la primera descripción escrita del proceso de preparación está en unos escritos personales de 1555 del arzobispo sueco Olaus Magnus (1490-1557). En lo que se refiere a pistas noruegas, el autor Henry Notaker (en la enciclopedia "Apetittleksikon") dice que las primeras trazas escritas en Noruega datan de las partes del sudeste a finales del siglo XVIII. Además, un libro clásico noruego de cocina ("Hanna Winsnes") de 1845 habla sobre cómo hacer potasa para el lutefisk de una combinación de cenizas de abedul, caliza y agua.
Una historia popular sobre el origen del lutefisk dice que cuando los vikingos se dedicaban al pillaje en Irlanda, San Patricio envió hombres a verter sosa en los almacenes de pescado seco de los drakkar con la esperanza de envenenar a los vikingos, librando así a Irlanda de aquellos intrusos. Sin embargo, en lugar de morir envenenados o de hambre, los vikingos declararon que el lutefisk era un manjar. Algunos descendientes de escandinavos achacan su fortaleza y longevidad a comer lutefisk al menos una vez al año.

## Humor sobre el Lutefisk
Los lutefisk-fagos son objetos de citas y chistes de escépticos del lutefisk que lo comparan con cualquier cosa desde matarratas (que tiene algo de verdad, por las trazas del poco natural aminoácido lisinoalanina que se encuentra en el lutefisk debido a la reacción con la sosa) hasta armas de destrucción masiva. Unos pocos ejemplos:

Cada adviento entrábamos en el purgatorio del lutefisk, una repulsiva comida gelatinosa parecida al pescado que sabía a jabón y emitía un olor que provocaría arcadas a una cabra. Hacíamos esto en honor a nuestros ancestros noruegos, como si los supervivientes de una hambruna lo celebrasen con un festín de corteza de olmo. Siempre sentí escalofríos al llegar el Adviento, sabiendo que este temido manjar me sería puesto delante y me dirían, "Come un poquito". Comer un poquito era como vomitar un poquito, igual de malo.
Lake Wobegon Days de Garrison Keillor

El lutefisk no es comida, es un arma de destrucción masiva. Actualmente es la única excepción para el hombre que comía cualquier cosa. En cualquier otra cosa, soy bastante liberal. Como gusanos e insectos sin problemas, pero pongo mi límite en el lutefisk.

¿Qué tiene el lutefisk de especial?

El lutefisk es el intento noruego de conquistar el mundo. Cuando descubrieron que las incursiones vikingas no les darían la supremacía mundial, inventaron una comida tan aterradora, tan cruel, que pudieran aterrorizar a la gente para que se convirtieran en sus subordinados. Y si no estoy muy equivocado, usted podría hacerlo igualmente.

Pero algunas personas dicen que les gusta. ¿Piensa que dicen la verdad?

No lo sé. De todas las comidas, el lutefisk es la única sobre la que no opino. Simplemente no puedo decidir si es buena o desagradable, si el sabor es interesante o vulgar. Lo único que sé es que me gustan la panceta, la mostaza y el lefse. El lutefisk es un ejemplo de comida que no sabe a nada, pero está tan lleno de emociones que las papilas gustativas quedan fuera de combate.
Entrevista con Jeffrey Steingarten, autor de El hombre que comía cualquier cosa (cita traducida de un artículo de 1999 en el periódico noruego Dagbladet)

## Otros

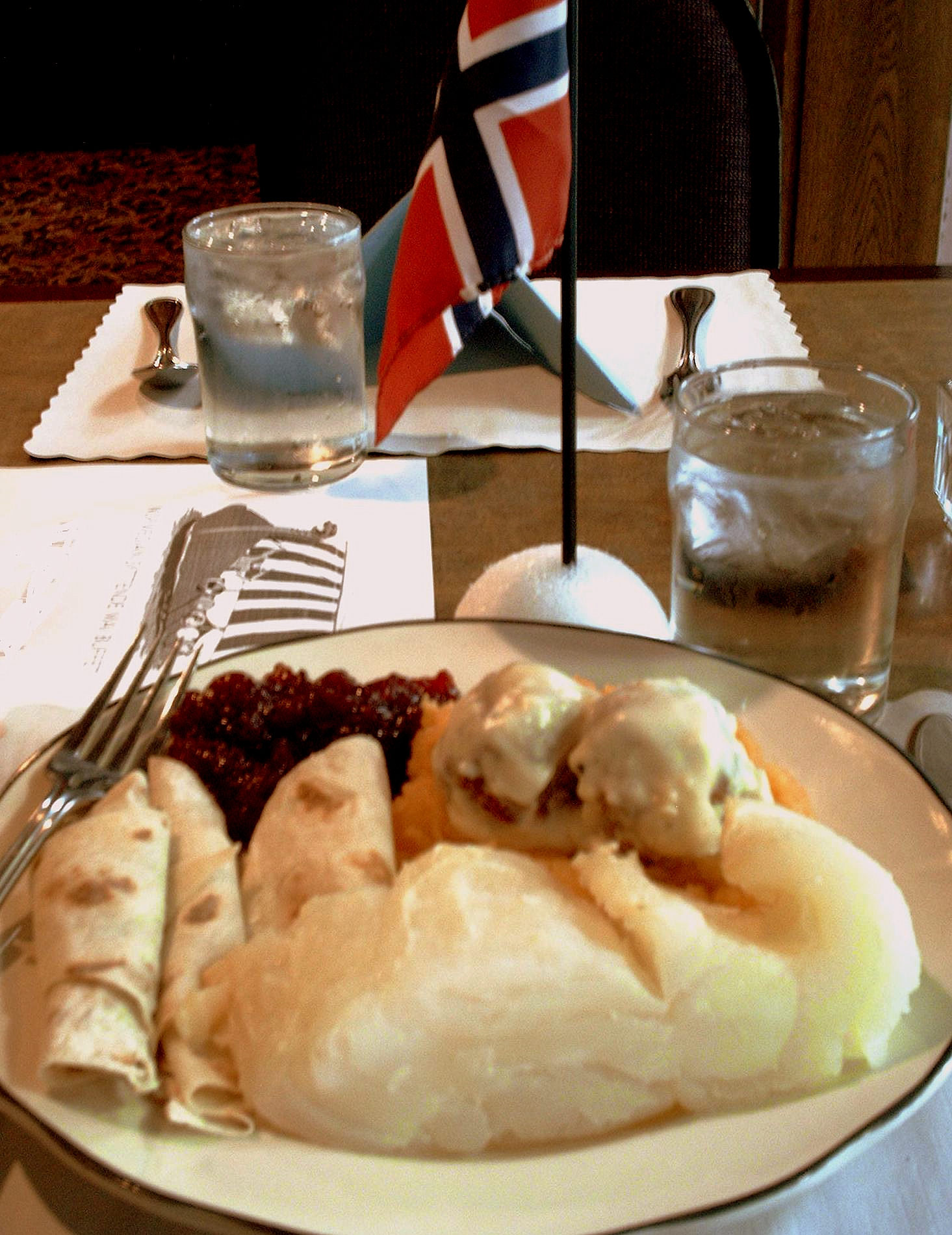
Cena del 17 de mayo en los Estados Unidos, con lutefisk.

Se suele dar nombres divertidos a las rocas estudiadas por los rover del planeta Marte. A una de las que el Spirit examinó durante varios días se la llamó Lutefisk.
En el popular videojuego Psychonauts, uno de los personajes se llama Nils Lutefisk.
En el episodio de El rey de la colina titulado "Revenge of the Lutefisk", el nuevo reverendo de la iglesia de los Hill, un nativo de Minnesota, lleva lutefisk a una cena comunal de la iglesia. Aunque otros invitados no se fían mucho del lutefisk o incluso les repugna, Bobby Hill lo prueba y lo encuentra tan irresistible que se lleva el plato entero consigo bajo la mesa del bufét y se lo come todo.
En la película de Disney Frozen un vendedor ofrece en una compra de equipo de invierno un cuarto de Lutefisk a la Princesa
En la serie Fortitude 2015 - 2017 se hacen numerosas referencias, en tono humorístico, al lutefisk, como plato tradicional fuerte e incomible que suelen pedir los turistas.

## Escritura
- Noruego: lutefisk (a veces se usa palabra danesa ludefisk de la que proviene al escribir en inglés)
- Sueco: lutfisk
- Finés: lipeäkala